# 왕정홍
왕정홍(王淨弘, 1958년 10월 23일 ~ )은 대한민국의 공무원이다. 제32대 감사원 사무총장을 지내고, 제10대 방위사업청장이다.

## 학력
- 경남고등학교 졸업
- 연세대학교 행정학 학사
- 서울대학교 행정대학원 행정학 석사

## 경력
- 1985.11: 제29회 행정고시 합격
- 1989.12: 감사원 제4국 제5과
- ~ 1996.07: 감사원 제6국 제1과
- 1996.07: 감사원 제3국 제1과 감사관
- 감사원 조정심의관실 감사관
- ~ 2002.01: 감사원 공보관실 감사관
- 2002.01: 감사원 결산담당관
- ~ 2006.01: 감사원 감사교육원 회계교육과장
- 2006.01: 감사원 재정금융감사국 총괄과장
- 2008.10 ~ 2009.12: 감사원 행정지원실 실장
- 2009.12 ~ 2011.09: 감사원 공보관
- 2011.09 ~ 2012.06: 감사원 재정경제감사국 국장
- 2012.06 ~ 2013.05: 감사교육원 원장
- 2013.05 ~ 2014.02: 감사원 기획조정실 실장
- 2014.02 ~ 2014.05: 감사원 제1사무차장
- 2014.05 ~ 2017.07: 감사원 감사위원
- 2017.07 ~ 2018.08: 감사원 사무총장
- 2018.08 ~ 2020.12 : 방위사업청 청장
- 법무법인(유한) 클라스한결 고문

## 가족
- 처부: 양정모 - 국제그룹 회장
  - 딸: 왕지원 - 배우

| 전임 이완수 | 제32대 감사원 사무총장 2017년 7월 15일 ~ 2018년 8월 30일 | 후임 김종호 |

| 전임 전제국 | 제10대 방위사업청장 2018년 8월 31일 ~ 2020년 12월 24일 | 후임 강은호 |